# Спадок брехні
«Спа́док брехні» (англ. Legacy of Lies) — британський шпигунський фільм-трилер знятий у ко-продукції Великої Британії, США, Нідерландів, Польщі, Грузії та України. Режисером стрічки виступив Адріан Бола. Дія стрічки розгортаються в Києві, де відважна українська журналістка Саша Степаненко у тандемі з колишнім агентом британської розвідки MI6 Мартіном Бекстером намагається розкрити підступну змову російських спецслужб що готується в Києві.
Світовий реліз стрічки відбувся на домашньому відео 17 травня 2020 року у Бразилії. Фільм вийшов в широкий український кінопрокат 6 серпня 2020 року. Фільм 12 жовтня 2020 року на домашньому відео у Великій Британії.

## Сюжет
Мартін Бекстер, колишній агент таємної британської розвідки МІ6, змушений знову зануритись у світ шпигунства, після того, як відважна українська журналістка Саша Степаненко просить його допомогти розкрити підступну змову російських спецслужб що готується в Києві.

## У ролях
- Скотт Адкінс - Мартін Бекстер
- Анна Буткевич - Татьяна
- Юлія Соболь - Саша Степаненко
- Онор Ніфсі - Ліза Бекстер
- Мартін МакДугалл - Тревор

## Український дубляж
Фільм дубльовано студією «Tretyakoff Production / Cinema Sound Production» на замовлення кінодистриб'ютора Вольга Україна у 2020 році.
Творча команда
- Перекладач — Надія Сисюк
- Режисер дубляжу — Марина Турабелідзе

Ролі дублювали
- Роман Чорний — Мартін
- Єлизавета Зіновенко — Ліза
- В'ячеслав Гіндін — Тревор
- Михайло Тишин — Едвардс
- Олег Лепенець — Максим
- Роман Солошенко — Айті
- Дмитро Вікулов — Бьорнс
- Катерина Буцька — Сюзанна

## Фільмування
Фільмування стрічки проходило у Києві й розпочалося у травні 2019. У березні 2020 року компанія-виробник стрічки Toy Cinema представила Держкіно готову стрічку “Спадок брехні”.

## Кошторис
У червні 2017 року кінопроєкт став одним із переможців Десятого конкурсного відбору Держкіно; загальний заявлений кошторис стрічки - ₴71 млн, з них у Держкіно творці просили ₴17.5 млн грн (~25% від загального кошторису).

## Реліз
Світовий реліз стрічки відбувся на домашньому відео 17 травня 2020 року у Бразилії. Фільм 28 липня 2020 року на домашньому відео у США (прокатник Lionsgate Home Entertainment). Фільм вийшов в широкий український кінопрокат 6 серпня 2020 року (прокатник Kinomania Film Distribution). Фільм 12 жовтня 2020 року на домашньому відео у Великій Британії (прокатник Signature Entertainment).
Згодом у вересні 2020 року фільм також вийшов на домашньому відео в Україні на різних vod-платформах на кшталт Megogo, iTunes Store тощо; у фільмі присутня опція кінопрокатного українськомовного дубляжу.